# Rafael Devisate
Rafael Pereira Devisate Rodrigues (* 2. August 2005 in Sorocaba) ist ein brasilianisch-deutscher Fußballspieler.

## Karriere
Devisate begann seine Karriere bei Atlético Mineiro. Dort spielte der Defensivmann bis zur U-17. Im August 2023 wechselte er zum österreichischen Bundesligisten SC Austria Lustenau, bei dem er einen bis Juni 2025 laufenden Vertrag erhielt.
Nachdem er zunächst für die Amateure zum Zug gekommen war, debütierte er im Oktober 2023 in der Bundesliga, als er am zehnten Spieltag der Saison 2023/24 gegen den SK Rapid Wien in der 72. Minute für Pius Grabher eingewechselt wurde. Am neunten Spieltag der Vorarlberger Eliteliga gegen den FC Nenzing zog er sich einen Kreuzbandriss zu und fiel deswegen für längere Zeit aus. Lustenau stieg ohne ihn zu Saisonende aus der Bundesliga ab. In der 2. Liga kam er in der Saison 2024/25 zu elf Einsätzen, ehe er den Verein per Vertragsende verließ.
Zur Saison 2025/26 wechselte er daraufhin zum Schweizer Drittligisten SC Brühl St. Gallen.